# 恋だの愛だの
『恋だの愛だの』（こいだのあいだの）シリーズは、辻田りり子による日本の漫画作品。作者は「かのこシリーズ」や「かのこ様シリーズ」と呼んでいる。
『笑うかのこ様』の1話目が『LaLaスペシャル』2007年8月1日号に読切作品として掲載され、後に『LaLa』、『LaLaDX』、『LaLaスペシャル』（全て白泉社）にシリーズものとして不定期掲載されることとなった。同作はシリーズ化後も、単行本第2巻収録分まで作者自身どの雑誌に掲載されるのか不明な状態であった。
続編にあたる『恋だの愛だの』を『LaLa DX』にて、2009年11月号から2016年5月号まで連載。また、2013年11月22日から2015年12月までスピンオフ作品として『恋なし愛なし』が『LaLaメロディonline』で連載された。
2020年5月1日発売の辻田による作品『笠佐木梓と七人の敵』第1巻には、本作のコラボ漫画が収録されている。
『LaLa』2023年12月号には、山田を主人公とした『恋だの愛だの〜君は僕の太陽だ〜』の連載が開始される告知漫画が掲載され、2024年1月号より2025年4月号まで連載された。同誌2025年5月号にはエピローグが掲載された。同誌2025年7月号に掲載された辻田の読み切り「天音お嬢様の言うことには」にも山田が登場している。

## あらすじ

### 笑うかのこ様
主人公の苗床かのこはこの世界でただ1人の物語の傍観者である。恐ろしい女子社会を観察し楽しむ、そのためにいつも1人で学校生活を送っているが、1人の女の子との出会いで世界が変わってゆく…シニカルスクールコメディ!!

### 恋だの愛だの
主人公の苗床かのこはこの世界でただ1人の物語の傍観者だった。高校に進学した彼女は心機一転、花井桃香の友人として恥ずかしくない自分になることを決意した。

## 登場人物
苗床 かのこ（なえどこ かのこ）
宝ノ谷高校1-G
身長150センチメートル、体重36キログラム、B型、新聞部　
本作の主人公。高校1年生。親元から離れ「粒麗荘」という潰れそうなアパートで一人暮らしをしている。「テストで30位以内に入る」など様々な条件を親から出されており、心配性の母親にネガティブな情報が伝わるのを恐れている。軍師として新聞部に入部することに。
中学時代はクラスで唯一の完全なる傍観者で、これまで様々な学校を転校している（転校総数108回）が、傍観者の楽しみを得るために常に一人で行動している。特別な感情や偏った情報は、物事の判断を難しくさせるため、好きな男子も仲良しの女子もいない。クラスメートの秘密が全て書き込んである観察ノート（パラ見防止のため、最初の10ページは白紙。通称かのこの閻魔帳）を持ち歩いている。過去に親友だと思っていた女の子に裏切られた経験があるため、「信じちゃだめ、攻めちゃだめ、気分で裏切るのが女の子」と思っている。だが、富ヶ岡中で桃香や初流、透太と関わり、そういうのもアリかなと少しは思うようになった。口癖は「ばっかじゃなかろうか」。
椿 初流（つばき はる）
宝ノ谷高校1-G
身長183センチメートル、体重68キログラム、AB型、新聞部
かのこと同じ高校に進学。富ヶ丘中学から宝ノ谷高校へ進学したのは彼ひとり。かのこに対してさまざまなアプローチをしているものの、鈍感な彼女には気づかれないまま。叶美という大学3年生のブラコンな姉がいる。
富ヶ丘中学校出身。中学時代は帰宅部で、女子一番人気。何かとかのこに突っかかってくる。透太が嫌い（ピュアボーイっぷりが鼻に付くようである）。最初はかのこのことを変な女と言っていたが途中からサイコーに面白い女と言っている。かのこが転校した学校にいろんな理由でやってきては、かのこを助ける。だが来るたびに初流が女子に囲まれ、かのこは質問攻めにあうので迷惑がっている。かのこ曰く、「主役の申し子」のような男子。
花井 桃香（はない ももか）
私立聖マリーベル女学院1-A
身長158センチメートル、体重48キログラム、AB型
学力的問題でかのこたちとは別の高校へ進学したが友達付き合いは続いており、かのこたちとはよく遊んでいる。弟がいる。
富ヶ丘中学校出身。中学時代は男子一番人気。椿初流に好意を寄せている。ド天然娘。かのこが唯一仲がよくなった女の子。性格もやさしくいい子。クラスの女子から嫉妬を受け、教科書に落書きや靴かくしなどの嫌がらせを頻繁に受けていたが、かのこが校内放送をして以来嫌がらせはなくなった。それ以来かのことは「かのちゃん」「桃ちゃん」と呼び合っている。趣味はお菓子作りで、家族の誕生日には必ずケーキを焼いている。顔がそっくりな弟がいる。
夏草 透太（なつくさ とうた）
私立花盛里高校1-4
身長177センチメートル、体重60キログラム、O型
桃香に好意を寄せている。中学時代は人気ナンバー2だった。初流と堂々と話せる人間の1人でマイペース。
富ヶ丘中学校出身。中学時代は女子二番人気。桃香に好意を寄せている。照れなく円陣が組めるような爽やか天然王子様キャラ。人の秘密は絶対にいわない。

### 宝ノ谷高校
東雲 恭子（しののめ きょうこ）
宝ノ谷高校2-G
身長158センチメートル、体重46キログラム、O型、新聞部会計
通称：お恭先輩。新聞部部長である秀一郎に好意を寄せている。口が軽くすぐ泣く。新聞部のピンチの原因になることが多い。
人吉 秀一郎（ひとよし しゅういちろう）
宝ノ谷高校3-A
身長175センチメートル、体重58キログラム、B型、新聞部部長
新聞部の部長だが人が好く、体よく取材を断られてしまうが多い。
城欄 聖（じょうらん ひじり）
宝ノ谷高校2-A
身長185センチメートル、体重72キログラム、A型、放送部
放送部のブレイン。初流を放送部に引き入れようとしている。
姫乃 さゆり（ひめの さゆり）
宝ノ谷高校2-A
身長165センチメートル、体重46キログラム、AB型、放送部
放送部のアイドルアナウンサー。聖が初流に執着しているのが気に食わない。かのこのことを利用するつもりだったが「カワイイ」と思ったため現状の放送部情報を流した。
猫田 マリ・ルイ（ねこた マリ・ルイ）
宝ノ谷高校1-E
共に身長166センチメートル、体重50キログラム、AB型、放送部
マリが兄、ルイが弟の双子。聖を慕っており、使いとして動くことが多い。「な」を「にゃ」にして言う癖があり見た目も猫に似ている。
矢吹 葉（やぶき よう）
宝ノ谷高校3-A
身長172センチメートル、体重56キログラム、B型、生徒会会長
生徒会長。学年1位を維持し続けているが、性格に少々難があり融通が利かない。かのこが新聞部のブレーンだということに気が付いている。2年に妹がいる。
矢吹 楓（やぶき かえで）
宝ノ谷高校2-G
身長172センチメートル、体重56キログラム、B型、吹奏楽部兼生徒会書記
葉の妹で同じく生徒会の一員。スポーツが得意でマラソン大会の女子1位を二連覇中。
夢見 瞳（ゆめみ ひとみ）
宝ノ谷高校1-A
身長152センチメートル、体重43キログラム、A型
誕生日　9月23日
かのこの転校先105校目のクラスメイトだった。妄想が趣味で、よく周囲から浮いている。かのこと初流が運命の恋人であると思い込んでいる。
星野 キリコ、北条 麻里亜、門路 純
かのこたちのクラスメートのギャル三人組。新入生で唯一派手な外見をしており、初流と仲が良いかのこを眼の敵にしている。キリコと麻里亜は同じ中学出身だが、実はキリコは隠れオタクである。
野菊 記子（のぎく のりこ）
宝ノ谷高校1-E
身長160センチメートル、体重47キログラム、A型
入学当初、初流と仲が良いかのこへ嫌がらせの手紙を送りつけていた。手紙が自筆だったので見破られゆすりのネタに使われてしまうこととなったが、初流も自身と同じことをされていると思い込むこととなった。
真行寺 紫（しんぎょうじ ゆかり）
宝ノ谷高校2-A
身長164センチメートル、体重54キログラム、A型、パソコン部所属
恭子の親友。小三からの付き合いで口の軽い恭子とは正反対で口が堅い。年上がタイプ。
慶堂 勝男（けいどう まさお）
宝ノ谷高校1-G担任
身長175センチメートル、体重62キログラム、AB型
新卒採用22歳。かのこたちの担任。「いいトコの坊っちゃん」らしくいつも派手なスーツを着用している。高級マンションで一人暮らし。

### 友人
杜若 麗子（かきつばた れいこ）
私立聖マリーベル女学院1-A
身長160センチメートル、体重45キログラム、B型
桃香と同じ女子高に進学。ライブに行くためにバイトを始めた。かのこたちとは進学後も桃香を通して交流がある。大阪弁を話す。
富ヶ丘中学校出身。中学時代はかのこが転校した直後にやってきた転校生で、自分が一番可愛くないと気が済まないようで、可愛い桃香を一方的にライバル視している。損得勘定女子。
山田 丈之進（やまだ じょうのしん）
私立花盛里高校1-4
身長169センチメートル、体重56キログラム、B型
初流のファン。富ヶ丘中学校出身。中学の時、ひそかに放送室の合鍵を作っていたが、かのこのせいでそれが明らかになり、それにより父親にバリカンで頭をそらされたが、本作では髪を伸ばしている。優しくされたらすぐ好きになる。

## 制作背景
『笑うかのこ様』第1話は、受賞後3作目の読み切りであった。続編を希望する読者の要望に応え、「もう一度」を繰り返すうちにシリーズ化し、単行本化までいたっている。第1話掲載後の読者の要望は「4人のその後が見たい」などの内容であり、辻田は読者が喜ぶような第2話にしようと思っていたが、かのこが転校して結果的に要望を無視した形となった。しかし読者からは広い心で受け止められたという。
当初辻田はかのこの「こ」の字を漢字にしようと考えたが、当時の担当編集者のキッコレに「ひらがなのが絶対カワイイ」というアドバイスを受け、ひらがなとなっている。

## 書誌情報
- 辻田りり子 『笑うかのこ様』 白泉社〈花とゆめコミックス〉、全3巻
  1. 2008年8月10日発行、ISBN 978-4-592-18630-4
  2. 2009年2月10日発行、ISBN 978-4-592-18637-3
  3. 2009年10月10日発行、ISBN 978-4-592-18638-0
- 辻田りり子 『恋だの愛だの』 白泉社〈花とゆめコミックス〉、全11巻
  1. 2010年8月5日発売[19]、ISBN 978-4-592-19106-3
  2. 2011年2月4日発売[20]、ISBN 978-4-592-19107-0
  3. 2011年8月5日発売[21]、ISBN 978-4-592-19108-7
  4. 2012年4月5日発売[22]、ISBN 978-4-592-19109-4
  5. 2012年11月5日発売[23]、ISBN 978-4-592-19110-0
  6. 2013年6月5日発売[24]、ISBN 978-4-592-19506-1
  7. 2014年2月5日発売[25]、ISBN 978-4-592-19507-8
  8. 2014年10月3日発売[26]、ISBN 978-4-592-19508-5
  9. 2015年8月5日発売[27]、ISBN 978-4-592-19509-2
  10. 2016年2月5日発売[28][29]、ISBN 978-4-592-19510-8
  11. 2016年7月5日発売[30]、ISBN 978-4-592-21029-0
- 辻田りり子 『恋なし愛なし』 白泉社〈花とゆめコミックス〉、2016年2月5日発売[28][31]、ISBN 978-4-592-21030-6
- 辻田りり子 『恋だの愛だの〜君は僕の太陽だ〜』 白泉社〈花とゆめコミックス〉、全3巻
  1. 2024年5月2日発売[32][33]、ISBN 978-4-592-22175-3
  2. 2024年11月5日発売[34]、ISBN 978-4-592-22194-4
  3. 2025年6月5日発売[35]、ISBN 978-4-592-22195-1